# Fântis
Os fântis, fantes ou fantés são um povo da África ocidental que fala a língua fânti. Ocupam a zona costeira do sul do Gana. Pertencem ao grupo acã. Baseiam a sua subsistência na agricultura e na pesca e dão grande importância às trocas comerciais (mercados). De filiação bilinear, estão organizados politicamente numa confederação de aldeias cujos chefes dependem dos assafo, organização que representa o estado.